# Bernardino Luino
Ne doit pas être confondu avec Bernardino Luini.
Bernardino Luino (Latina, 27 mars 1951) est un peintre et graveur italien. Il est l'un des fondateurs du groupe La Metacosa et actuellement enseigne à l'Académie des beaux-arts de Brera à Milan.

## Biographie
Bernardino Luino est né le 27 mars 1951 à Latina.
En 1971 Bernardino Luino s'inscrit à l'Académie des Beaux Arts à Rome où il a eu comme enseignants Alberto Ziveri et Franco Gentilini. Il poursuit ses études aux Beaux Arts de Florence en 1973 et sous l'influence de Alberto Manfredi, il produit ses premières gravures et y découvre un langage qui gardera une place importante dans sa carrière artistique. Ses premiers travaux furent exposés dans une personnelle à Florence en 1975.
En 1976, Bernardino Luino déménage à Milan où il rencontre Gianfranco Ferroni. En 1979 Bernardino Luino, constitue avec Giuseppe Bartolini, Gianfranco Ferroni, Sandro Luporini, Lino Mannocci et Giorgio Tonelli, le groupe La Metacosa. Le groupe expose de 1979 à 1983.
En 1982, la galerie milanaise Il Fante di Spade lui consacre une exposition de ses derniers travaux, présentée par Franco Solmi, directeur du musée Giorgio Morandi à Bologne. Pour la première fois, des scènes d'intérieurs, un de thème central dans l'œuvre de l'artiste, furent montrées.
Les années suivantes, les peintures de Bernardino Luino furent exposées à la XXIX, XXXI et XXXII Biennale Nationale de l'Art, tandis que ses gravures furent présentées à IV, V et VI Triennale de la gravure  à Milan (Palazzo della Permanente) et à l'exposition Grafica italiana contemporanea, organisée à la Quadriennale Nazionale d’arte à Rome.
En 1985, La Gallery Henoch présente la première personnelle de Bernardino Luino à New York., suivie par deux autres expositions en 1988 et 1994. En 1988, le fameux réalisateur américain d'Hollywood, Billy Wilder , achète un des tableaux de Bernardino Luino et il déclare, dans une lettre envoyé à l'artiste, I love your stuff. En 1988 et 2002, les œuvres de Bernardino Luino font partie de Armory Show.
Entre 1990 et 2000, à Milan trois personnelles furent dédiées à l'artiste. En 1992, la Galleria Appiani Arte Trentadue réalise l'exposition Dipinti Recenti, présentée par Maurizio Fagiolo dell'Arco. Pour cette occasion, des nus de Bernardino Luino furent exposés pour la première fois. En 1998, la même galerie fait une rétrospective sur Bernardino Luino: peintures et techniques mixtes, 1987-1998, avec un catalogue publié par Skira. En 2003, à la Galleria Marieschi, Vittorio Sgarbi présente La luce di Luino.
Ses œuvres sont présentés dans les plus importantes expositions collectives organisées autour du thème de la peinture contemporaine italienne. En 1999, les peintures de Luino font partie de l'exposition 2000 Elogio della Bellezza/De Metaphisica, organisée par Maurizio Fagiolo dell’Arco.
En 2004, Philippe Daverio réunit les artistes de La Metacosa pour l'exposition Fenomenologia della Metacosa: 7 artisti nel 1979 a Milano e venticinque anni dopo. En 2007, Vittorio Sgarbi invite Luino à participer à l'exposition Arte Italiana 1986-2007, Palais royal de Milan et la même année, ses travaux font partie de l'exposition Morandi e la natura morta oggi in Italia, présentée par Marilena Pasquali.
En 2011, Bernardino Luino est invité à participer à la 54th Venice Biennale, pavillon Italien, présenté par Quirino Principe.